# German Darts Masters
De German Darts Masters is een dartstoernooi dat van 2012 tot en met 2017 werd gehouden, als onderdeel van de PDC European Tour. In 2018 werd het evenement van de kalender gehaald omdat de World Series of Darts ervoor in de plaats was gekomen. Het toernooi werd in verschillende Duitse steden gehouden, de laatste keer in Jena. 

## Winnaars German Darts Masters
| Jaar | Winnaar            | Runner-up          | Score      | Prijzengeld | Winnaar | Runner-up |
| ---- | ------------------ | ------------------ | ---------- | ----------- | ------- | --------- |
| 2012 | Adrian Lewis       | Ian White          | 6–3 (legs) | £82,100     | £15.000 | £7.500    |
| 2013 | Steve Beaton       | Mervyn King        | 6–5 (legs) | £100,000    | £20.000 | £10.000   |
| 2014 | Phil Taylor        | Michael van Gerwen | 6–4 (legs) | £100,000    | £20.000 | £8.000    |
| 2015 | Michael van Gerwen | John Henderson     | 6–5 (legs) | £115,000    | £25.000 | £10.000   |
| 2016 | Michael van Gerwen | Peter Wright       | 6–4 (legs) | £115,000    | £25.000 | £10.000   |
| 2017 | Michael van Gerwen | Jelle Klaasen      | 6–2 (legs) | £135,000    | £25.000 | £10.000   |

2004 · 2005 · 2006 · 2007 · 2008 · 2009 · 2010 · 2011 · 2012 · 2013 · 2014 · 2015 · 2016 · 2017 · 2018 · 2019 · 2020 · 2021 · 2022 · 2023 · 2024 · 2025
2012 · 2013 · 2014 · 2015 · 2016 · 2017